# Kastell Oostkapelle
Das Kastell Oostkapelle (auch Kastell Oostkapelle-Oranjezon) ist ein mit hoher Wahrscheinlichkeit vermutetes und möglicherweise untergegangenes römisches Flottenkastell an der niederländischen Nordseeküste nahe der Scheldemündung. Es wird vor Oostkapelle lokalisiert, einem Dorf in der Gemeinde Veere auf der Halbinsel Walcheren in der niederländischen Provinz Zeeland.

## Lage und Forschungsgeschichte
In antiker Zeit lag das vermutete Kastell an einer Stelle, an der ein breiter natürlicher Graben (Bachlauf oder Gezeitenrinne) den Strandwall durchbrach. Im heutigen Landschafts- und Siedlungsbild befindet sich der Platz wohl nördlich von Oostkapelle auf Höhe des Naturschutzgebietes Oranjezon vor der Küstenlinie in der Nordsee.
Seine Lokalisierung erfolgte auf Grund zahlreicher römischer Funde, die seit etlichen Jahren durch den Amateurarchäologen Joop van de Berg am Strand gesucht und geborgen werden.

## Funde, Datierung, Funktion
Das umfangreiche von Joop van de Berg zusammengetragene Fundmaterial besteht zum größten Teil aus Tegulae und Imbrices. Bei den zehn dabei gefundenen Stempeln handelt es sich ausschließlich um Stempel mit dem Schriftzug CGPF, Classis Germanica Pia Fidelis („Germanische Flotte, mit den Beinamen die Fromme und Treue“). Das Material kann vom Ende des ersten bis zum Beginn des dritten Jahrhunderts datiert werden. Wenn heute noch Reste dieses Flottenstützpunktes existieren sollten, befinden sie sich nördlich von Oostkapelle vor der Küste von Walcheren.
Die Errichtung eines Flottenstützpunkts im späten ersten Jahrhundert steht möglicherweise im Zusammenhang mit den vorhergehenden Ereignissen, dem Bataveraufstand des Julius Civilis und den folgenden Wirren der Bürgerkriege des Vierkaiserjahres. Gemeinsam mit dem am nördlichen Scheldeufer liegenden Kastell Roompot könnte es zur Sicherung der Scheldemündung angelegt worden sein. Nach den Überfällen durch die Chauken in den Jahren 172 bis 174 wurde die Küstenverteidigung noch mal verstärkt.

## Tempel der Nehalennia in Domburg und Colijnsplaat
Der Kult der germanischen Göttin Nehalennia war auf den Halbinseln Walcheren und Noord-Beveland besonders stark vertreten. An gleich zwei Stellen, die nicht allzu weit von Oostkapelle entfernt liegen, fanden sich Hinweise auf jeweils einen Tempel der Göttin sowie zahlreiche Votivgaben und Weihesteine. Nehalennia galt als Göttin der Fruchtbarkeit und der Schifffahrt, daneben finden sich aber auch Bezüge zur Unterwelt. Im zweiten und dritten Jahrhundert erlebte der Kult der Nehalennia eine Blütephase. Ihre figürlichen Darstellungen erinnern an die der Matronen des Rheinlands.
- Votivstein für Nehalennia
(um 150 bis 250)
AE 1973, 00363
FO: Colijnsplaat
AO: Rijksmuseum van Oudheden, Leiden

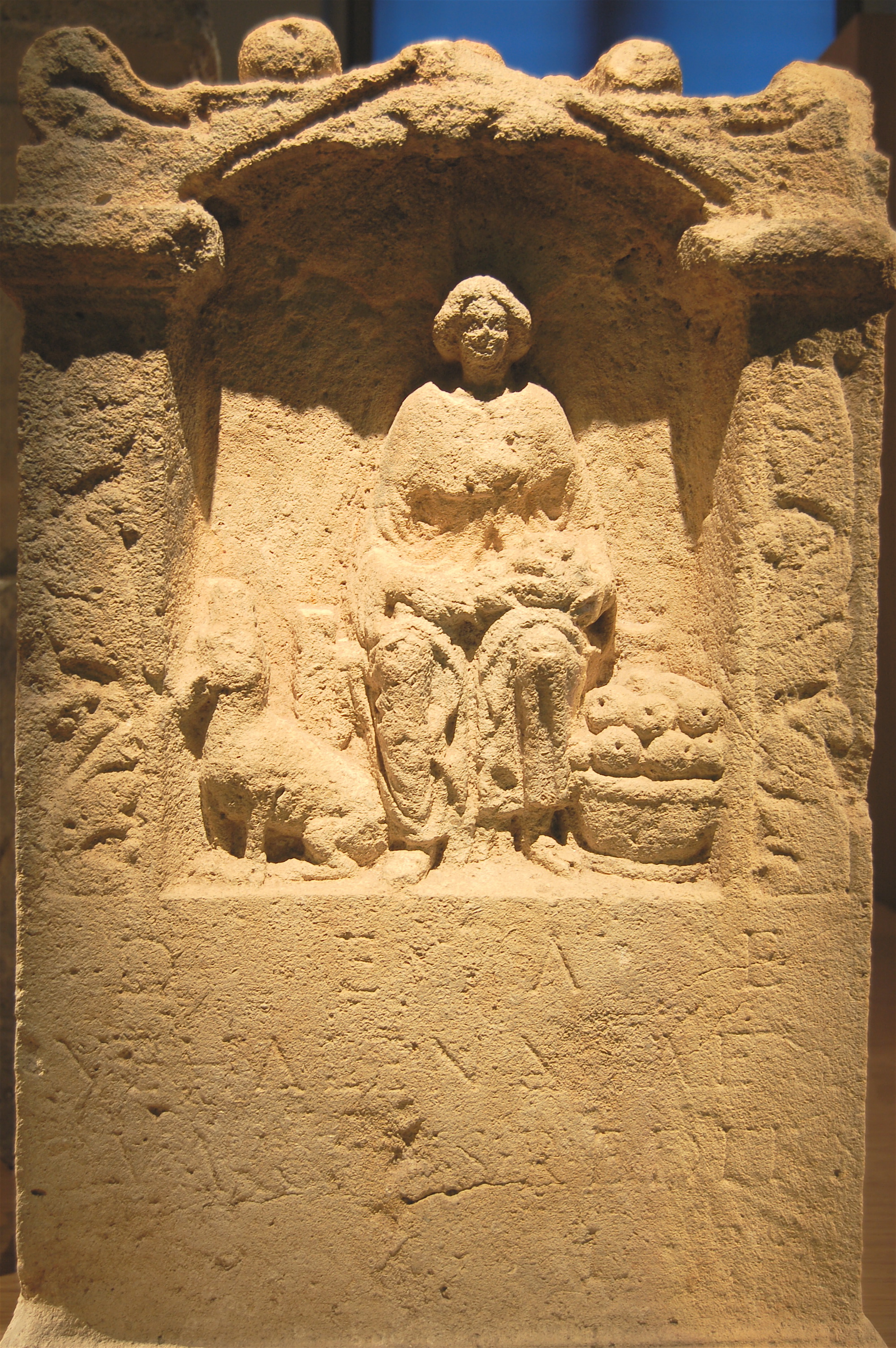
Votivstein für Nehalennia (um 150 bis 250) FO: Colijnsplaat AO: Rijksmuseum van Oudheden, Leiden
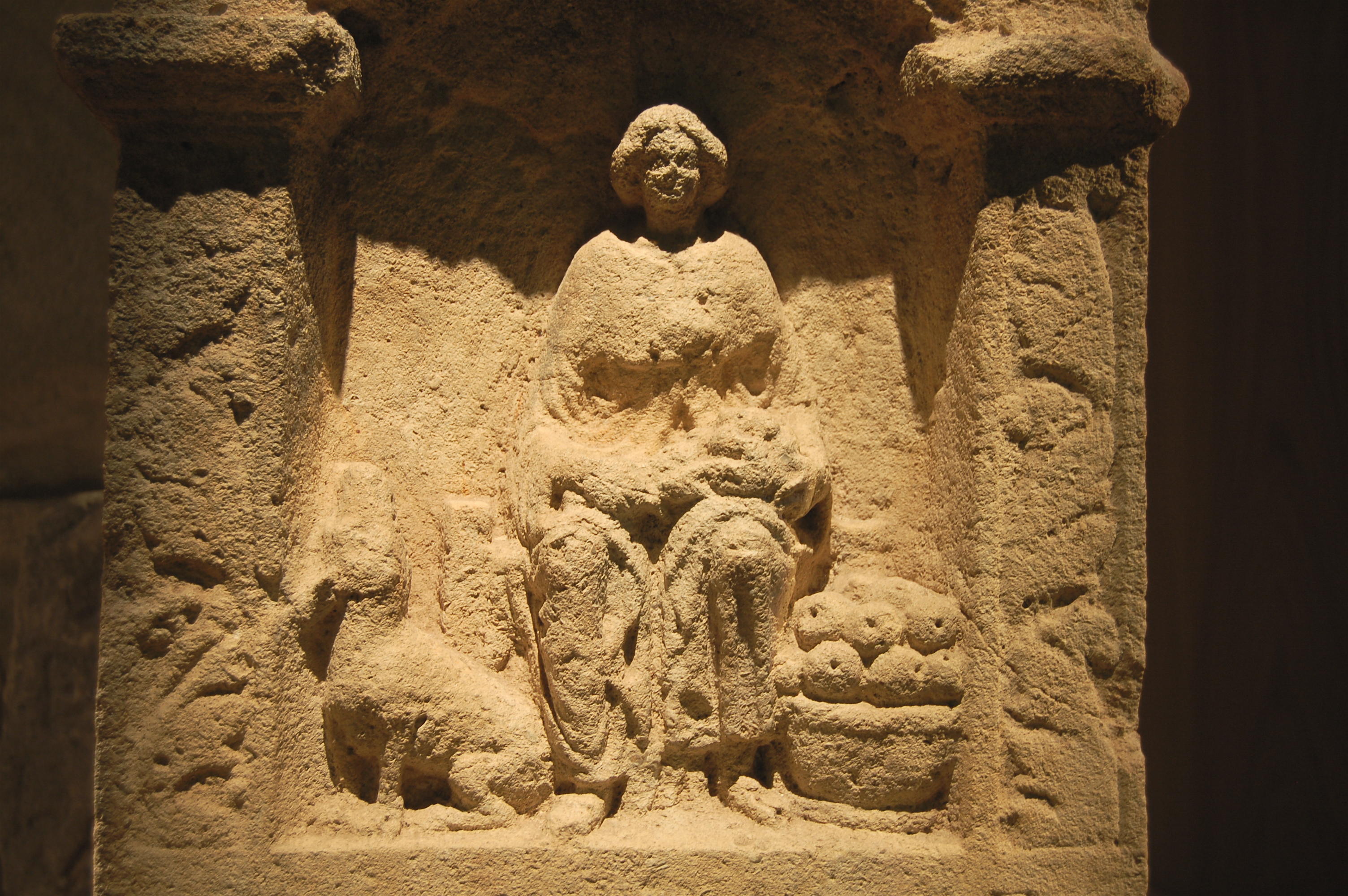
Ausschnitt aus links nebenstehendem Bild
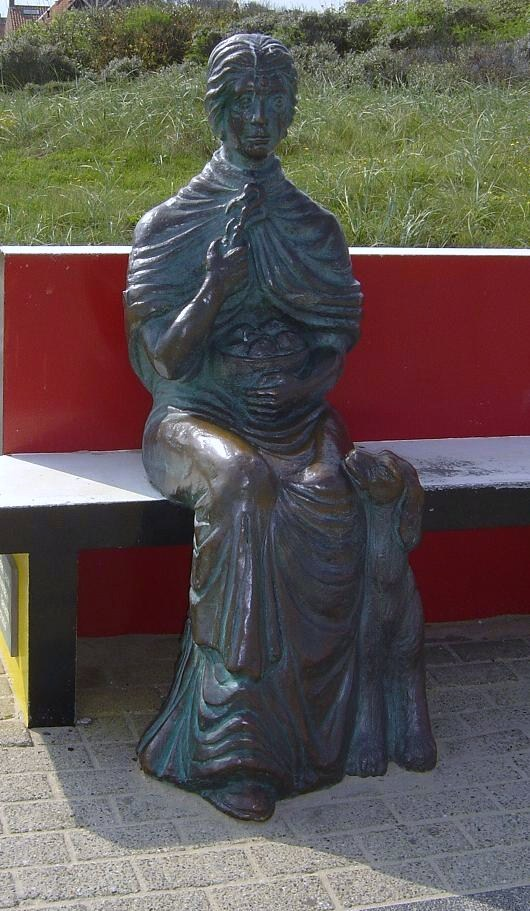
Moderne Skulptur der Nehalenna Guido Metsers (1989) Domburg
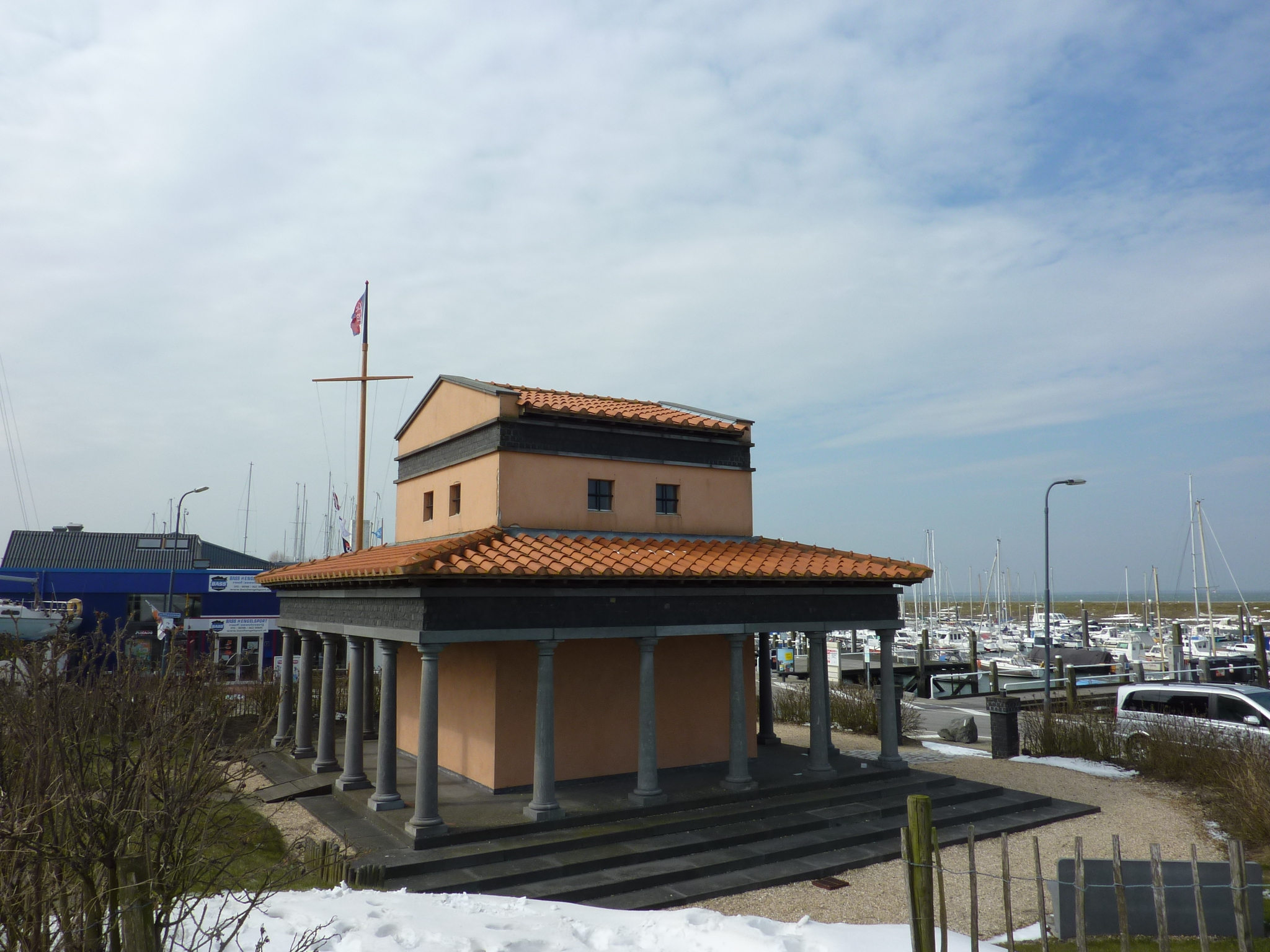
Rekonstruktion des Nehalennia-Tempels Colijnsplaat

### Nehalennia-Tempel in Domburg

Nehalennia-Tempel Domburg. Ausschnitt aus einer Karte von Nicolaes Visscher I von 1655

Nur gut sieben Kilometer Luftlinie südwestlich des vermuteten Kastells von Oostkapelle konnte in Domburg ein Tempel nachgewiesen werden, der durch zahlreiche Inschriften eindeutig der Nehalennia zuzuweisen ist. Der Tempel war Ende des dritten Jahrhunderts der Küstenerosiom zum Opfer gefallen, kam aber während einer Sturmflut des Jahres 1647 wieder zum Vorschein und wurde von Nicolaes Visscher I auf einer Karte des Jahres 1655 dokumentiert.

### Nehalennia-Tempel in Colijnsplaat
Knapp 18 Kilometer Luftlinie östlich von Oostkapelle wurde 1970 unmittelbar vor der Küste von Colijnsplaat eine zivile römische Hafenstadt entdeckt, bei der es sich möglicherweise um Ganuenta, den mutmaßlichen Hauptort der Civitas der Frisiavones handelt. Dabei wurde auch eine Tempelanlage der Nehalennia lokalisiert, die inzwischen als Rekonstruktion im Hafen der Stadt nachgebaut wurde.